# Girls' Night Out
Pour plus de détails, voir Fiche technique et Distribution.
Girls' Night Out (hangeul : 처녀들의 저녁식사, Chunyudleui jeonyuksiksah) est une comédie dramatique sud-coréen écrit et réalisé par Im Sang-soo, sortie en 1998.

## Synopsis
Séoul, aujourd'hui. Tout en savourant un bon repas, trois jeunes femmes poursuivent une longue conversation : orgasme, masturbation, vibromasseurs ou amants, et comment conjuguer mariage, famille et carrière professionnelle avec une vie sexuelle épanouie. Yeon est serveuse dans un restaurant. Elle rêve de se marier. Pour elle, la jouissance ne peut se trouver que dans le mariage. Soon est étudiante, vierge et sans complexes. Elle n'a besoin de personne pour se donner du plaisir. Ho-jung dirige une agence de design. Libre et affranchie, elle ne refuse aucune expérience.

## Fiche technique
- Titre : Girls' Night Out
- Titre original : 처녀들의 저녁식사 (Chunyudleui jeonyuksiksah)
- Réalisation : Im Sang-soo
- Scénario : Im Sang-soo
- Décors : Oh Jae-won
- Photographie : Hong Kyeong-pyo
- Montage : Kyeong Min-ho
- Musique : Moon Joon-ho
- Production : Cha Seung-jae
- Société de production : Uno Film
- Pays d'origine : Corée du Sud
- Langue originale : coréen
- Format : couleur - 1.85 : 1 - Dolby Digital - 35 mm
- Genre : comédie dramatique
- Durée : 101 minutes
- Dates de sortie :
  -  Corée du Sud : 3 octobre 1998
  -  Canada : 14 septembre 1999 (Festival international du film de Toronto)
  -  France : 5 juillet 2000

## Distribution
- Jin Hee-kyung : Yeon
- Jo Jae-hyeon : Yong-jak
- Kang Soo-yeon : Ho-jung
- Kim Yeo-jin : Soon
- Seol Kyeong-gu : Kim